# Рязань
Ряза́нь (до 1778 року — Переясла́вль-Ряза́нський) — місто в Росії, адміністративний центр Рязанської області. Розташоване на правому березі Оки (за 2 км від річки), при впадінні в неї річки Трубіж. Велика пристань на Оці, за 196 км від столиці Росії міста Москви. Вузол залізничних ліній на Москву, Рузаєвку, Ряжськ; аеропорт «Турлатово» і авіабаза «Дягілєво».
Місто входить до тридцятки найбільших російських міст — чисельність населення на 1 січня 2024 року становила 520 509 осіб.
Назва «Рязань», ймовірно, походить від назви фіно-угорського народу ерзя.

## Історія
Спочатку Рязанню називався центр Рязанського князівства, що знаходився за 50 км на південний схід від сучасної Рязані (нинішнє городище Рязань Стара). В середині XIV століття центр князівства перенесено в Переяславль-Рязанський (вперше згаданий в літописі під 1300 (1301) роком, є джерела, що вказують на 1095 і 1208 як роки заснування міста), який у 1521 році увійшов до складу Московської держави; у 1708 році місто включено в Московську губернію.
У 1778–1796 роках Рязань була центром Рязанського намісництва Російської імперії.
З 1796 — центр Рязанської губернії.
У 2-й половині XIX століття в Рязані з'являються чавуноливарні, винокурні, салотопні та інші промислові підприємства.
У 1929—30 роках Рязань — окружний центр Московської області, з 1937 — обласний центр.
На сьогодні Рязань є науковим і культурним центром, де дбайливо зберігається багата спадщина минулого. У 1995 році Рязань відзначила 900-річчя.

## Адміністративний поділ
Рязань розділена на 4 міські округи (колишні райони) (у тис. чол. на 1 січня 2001 року):
- Желєзнодорожний — 147,3;
- Московський — 176,9;
- Октябрьський — 130,1;
- Совєтський — 71,6.

## Населення
Змінюваність чисельності населення Рязані демонструє нижче наведена таблиця:
| 1825  | 1833  | 1840  | 1847  | 1856  | 1863  | 1867  | 1870  | 1885  | 1897  | 1917  |
| ----- | ----- | ----- | ----- | ----- | ----- | ----- | ----- | ----- | ----- | ----- |
| 18326 | 17635 | 18951 | 18641 | 21449 | 22279 | 17950 | 19990 | 30327 | 46122 | 47829 |

| 1920  | 1923  | 1926  | 1937  | 1939  | 1959   | 1970   | 1979   | 1989   | 2002   | 2010   |
| ----- | ----- | ----- | ----- | ----- | ------ | ------ | ------ | ------ | ------ | ------ |
| 41276 | 44902 | 50919 | 71865 | 95357 | 214130 | 350151 | 453267 | 514638 | 561560 | 509392 |

### Українці Рязані
19 березня (ст.ст.) 1917 року у Рязані засновано філію Московського українського військового клубу. Її членами стали військовослужбовці-українці Рязанського гарнізону. При філії діяв хор і театральна трупа.

## Економіка
В Радянському Союзі Рязань перетворилася на промисловий центр. Нині місто дає 60 % валової продукції промисловості області.
До Другої світової війни (1939—1945) дві третини його валової промислової продукції давали харчова, легка і деревообробна галузі; після війни Рязань перетворилася на індустріальний центр із переважанням галузей важкої промисловості, головним чином машинобудування.
Найбільші підприємства міста:
- Рязанський верстатобудівний завод (металорізальні верстати);
- ЗАТ «ПРО_САМ» (обчислювально-аналітичні машини);
- Рязанський завод автоагрегатів;
- Тяжпресмаш;
- Рязанський радіозавод;
- Рязанська нафтопереробна компанія (первинна обробка нафти);
- Рязанський комбайновий завод (сільгосптехніка);
- Теплоприбор;
- Рязколормаш та інші.

Підприємства легкої промисловості: швейна та взуттєва фабрики, ЗАТ «Російська шкіра» тощо. Розвинуті також харчова промисловість, виробництво будматеріалів, деревообробка.
У Рязанському районі вирощують зернові та кормові культури, картоплю, овочі, фрукти. Розводять велику рогату худобу, свиней, птицю.

## Транспорт
- Громадський:
  - автобус,
  - тролейбус,
  - маршрутне таксі.

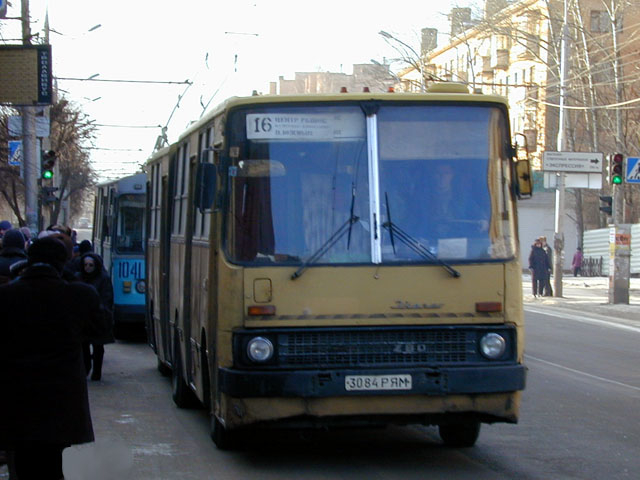
Маршрутний автобус Ikarus 280

  - Рязанський трамвай діяв 2 січня 1963 — 15 квітня 2010
  - Рязанський міський електропотяг
- Залізничні станції:
  - Рязань I
  - Рязань II
- Автодорожній:
  - Через місто прямує автострада М-5 «Урал»

## Клімат
Рязань знаходиться у зоні вологого континентального клімату (Класифікація кліматів Кеппена Dfb)
| Клімат Рязані           | Клімат Рязані | Клімат Рязані | Клімат Рязані | Клімат Рязані | Клімат Рязані | Клімат Рязані | Клімат Рязані | Клімат Рязані | Клімат Рязані | Клімат Рязані | Клімат Рязані | Клімат Рязані | Клімат Рязані |
| Показник                | Січ.          | Лют.          | Бер.          | Квіт.         | Трав.         | Черв.         | Лип.          | Серп.         | Вер.          | Жовт.         | Лист.         | Груд.         | Рік           |
| Абсолютний максимум, °C | 6,3           | 7,8           | 17,8          | 29,0          | 33,5          | 36,7          | 38,9          | 39,5          | 33,0          | 24,2          | 15,8          | 8,9           | 39,5          |
| Середній максимум, °C   | −4,6          | −4,4          | 1,5           | 11,8          | 19,9          | 23,2          | 25,1          | 23,3          | 16,9          | 9,2           | 0,7           | −3,5          | 9,9           |
| Середня температура, °C | −7,5          | −7,9          | −2,4          | 6,6           | 13,5          | 17,2          | 19,2          | 17,3          | 11,6          | 5,4           | −1,8          | −6,2          | 5,4           |
| Середній мінімум, °C    | −10,5         | −11,2         | −5,6          | 2,4           | 8,1           | 12,0          | 14,1          | 12,4          | 7,6           | 2,4           | −4            | −9            | 1,6           |
| Абсолютний мінімум, °C  | −40,9         | −34,8         | −28,6         | −18,6         | −5            | −1,8          | 3,5           | 0,4           | −7,3          | −14,7         | −24,5         | −39,7         | −40,9         |
| Норма опадів, мм        | 42            | 36            | 28            | 40            | 37            | 73            | 88            | 62            | 54            | 66            | 49            | 46            | 621           |
| Днів з дощем            | 4             | 4             | 5             | 11            | 13            | 15            | 14            | 13            | 14            | 15            | 11            | 5             | 124           |
| Днів зі снігом          | 23            | 20            | 13            | 4             | 1             | 0             | 0             | 0             | 0,4           | 4             | 14            | 22            | 101           |
| Вологість повітря, %    | 85            | 82            | 76            | 67            | 61            | 70            | 72            | 74            | 77            | 82            | 86            | 85            | 76            |
| ----------------------- | ------------- | ------------- | ------------- | ------------- | ------------- | ------------- | ------------- | ------------- | ------------- | ------------- | ------------- | ------------- | ------------- |

## Наука, освіта
Рязань — великий освітньо-науковий центр, зокрема тут розташовані держуніверситет і медуніверситет, сільгоспакадемія, політехніка, низка профільних військових і міліцейський ВНЗ.
Вищі навчальні заклади Рязані:
- Рязанський державний університет;
- Рязанський медичний університет;

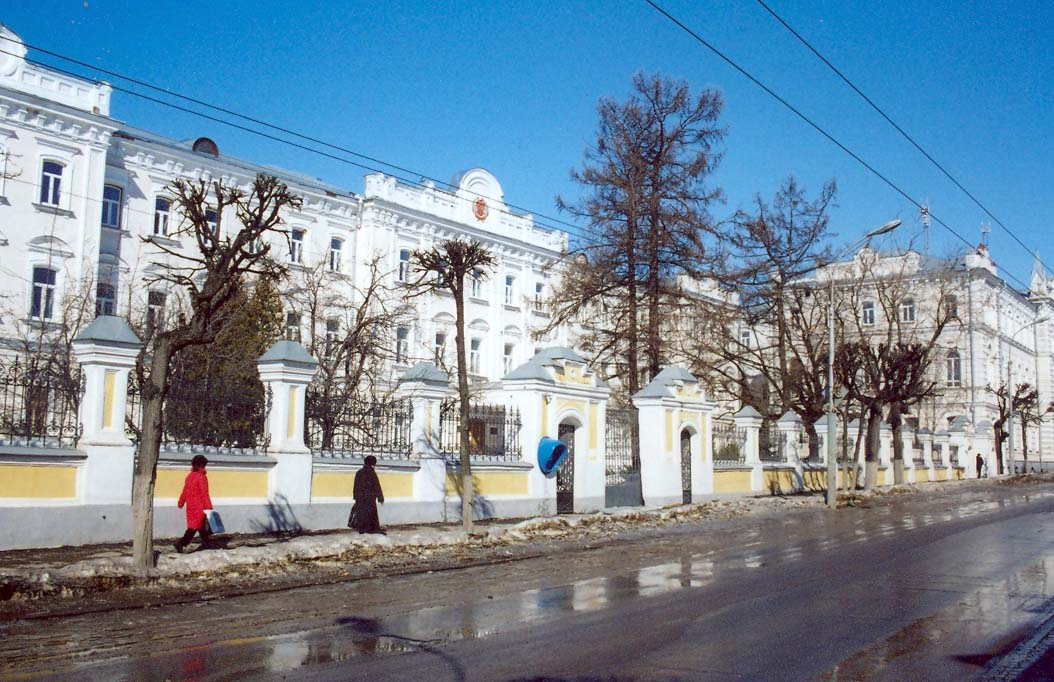
Рязанський державний університет

- Рязанська сільськогосподарська академія;
- Рязанський державний радіотехнічний університет (РГРТУ);
- Рязанський політехнічний інститут;
- Рязанський військовий автомобільний інститут;
- Рязанське вище військове командне училище зв'язку;
- Рязанське повітряно-десантне командне училище;
- Рязанська академія МВС.

Також у місті 7 комерційних інститутів та 11 середніх спеціальних навчальних закладів.

## Культура
Рязань — значний культурний осередок Росії , тому що тут працює низка театрів, музеїв, кінотеатрів, клубів, інших закладів культури та дозвілля.
Рязанські театри:

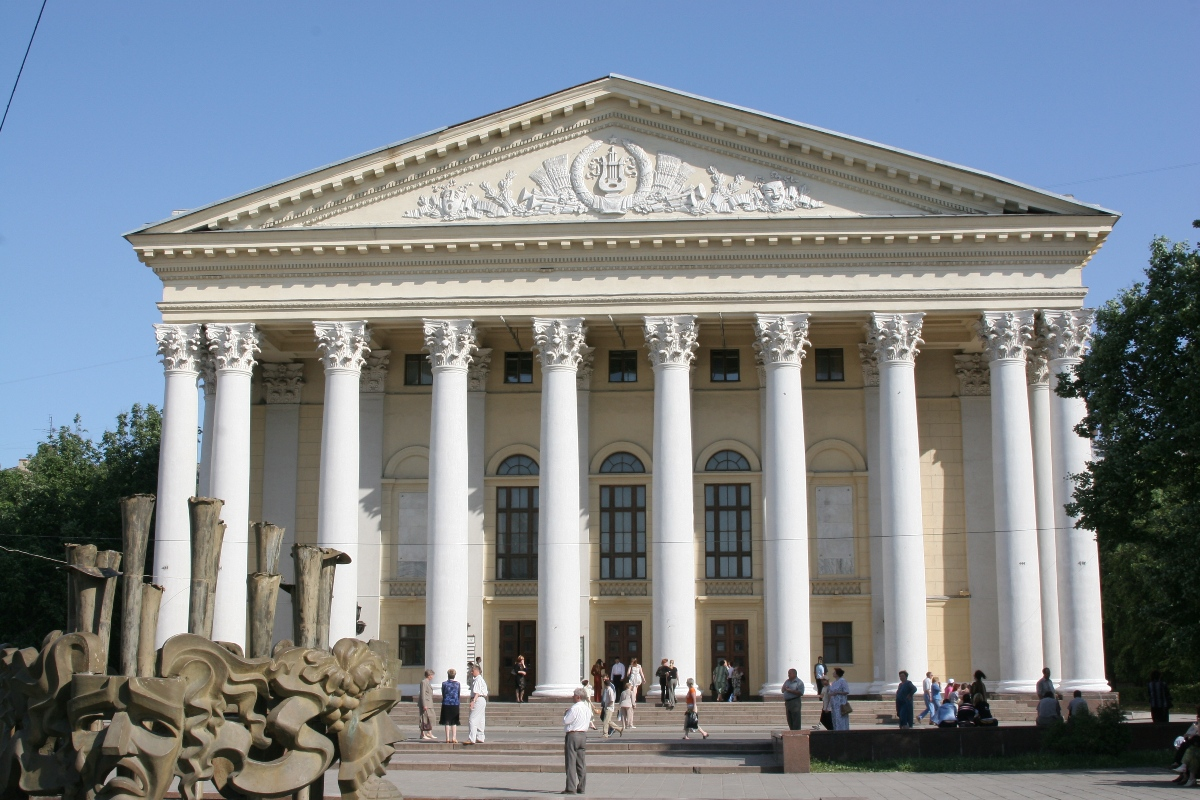
Рязанський державний облдрамтеатр

- Рязанський державний обласний театр драми;
- Рязанський державний обласний театр для дітей та молоді (Рязанський театр юного глядача);
- Рязанський державний обласний театр ляльок;
- Рязанський обласний музичний театр.

У місті працюють гастрольно-концертне об'єднання «Рязаньконцерт» і Рязанський державний цирк.
Крім професійних театрів, у Рязані є аматорські театральні організації: студентський театр РДУ «Переход», театральне товариство «ПРЕМ'ЄР-А», театральна лабораторія «Костін Дім», театр-студія «Експромт».
Серед працюючих кінотеатрів Рязані:
- 2 сучасні мережеві кінотеатри «Люксор» — у ТЦ «Барс» та ТЦ «Круїз»;
- «Дружба» — радянський кінотеатр старого штибу (збудований 1960 року), оновлений за сучасності;
- «Малина» — сучасний двозальний кінотеатр (2009), обладнаний 3D-залом.

Рязанські музеї:
- Рязанський історико-архітектурний музей-заповідник;
- Рязанський державний обласний художній музей ім. І. П. Пожалостіна;
- Музей військової автомобільної техніки Рязанського військового автомобільного інституту ім. генерала армії В. П. Дубініна;
- Музей історії повітряно-десантних військ (14 серпня 2010 закритий на ремонт на невідомий термін);
- Музей-садиба академіка І. П. Павлова
- Державний музей-заповідник С. А. Єсеніна (село Константинове);
- ГУК «Музей історії молодіжного руху»

## Архітектура
Стародавнє ядро Рязані — Кремль (закладений в 1095 році), розташований на північній межі міста, на високому мисі при злитті річок Трубіж і Либідь.
Рязанський кремль ніколи не мав мурованих укріплень, лише земляно-дерев'яну фортецю. На його території збереглись видатні пам'ятки старовинної архітектури:
- Успенський собор (1693–1699 рр.), збудований у стилі наришкінського бароко зодчим Яковом Бухвостовим. Це величезний п'ятибанний шестистовпний храм заввишки 72 м. У храмі знаходиться семиярусний іконостас 1702 р. заввишки 27 м. (М.Соломонов та С.Христофоров).
- Архангельський собор (на межі XV–XVI ст.). Невеликий чотирьохстовпний первісно білокам'яний храм. Верхня частина зведена заново з цегли у 1647 р.
- Собор Різдва Христова (до кінця XVII ст. Успенський). Найстародавнішній із храмів Рязані. Перший храм (початку XV ст.) був білокам'яним. На початку XVII ст. храм був зведений знову з цегли і капітально перебудований у середині XIX ст. Від первісного собору залишилася лише вівтарна частина.
- Архієпископський палац (т. зв. «палац Олега») — одна з найбільших пам'яток допетровської мурованої цивільної архітектури. Це триповерхова будівля (перші два яруси зведені зодчим Юрієм Єршовим у середині XVII ст., верхній поверх був добудований Григорієм Мазухіним близько 1693 р.). У XVIII ст. до палацу була зроблена прибудова.
- Півчий корпус. Двоповерхова кам'яниця середини XVII ст. із ґанком (зодчий Юрій Єршов).
- Консисторський корпус середини XVII ст., за архітектурою нагадує Півчий корпус.
- Стайні XVII (І.Устінов) — XIX ст.
- Готель для черні (житниця). Кінець XVII ст. Зодчий Іван Устінов.
- Соборна чотириярусна дзвіниця 1789–1840 рр., у стилі класицизму, заввишки 86 м.

Раніше на території кремля знаходився Спасо-Преображенський монастир (відомий із XV ст.):
- Богоявленська церква колишнього Спасо-Преображенського монастиря. 1647 р.; це маленький п'ятибанний одноапсидний храм із шатровою дзвіницею, збудований на місці храму XVI ст.
- Спасо-Преображенський собор колишнього Спасо-Преображенського монастиря, 1702 р.
- Готель для знаті на території колишнього Спасо-Преображенського монастиря, XVII–XIX ст.
- Мурована огорожа, XVIII ст.

Також на території кремля знаходиться:
- Свято-Духівська церква 1642 р. Двошатрова двоапсидна церква. Дзвіниця 1864 р., будиночок причту  початку XX ст.

Велика кількість пам'яток сакральної архітектури Рязані було знищено більшовиками у 1930-ті рр. Із храмів, що збереглися до нашого часу, вирізняються:
- Благовіщенська церква 1673 р. Безстовпний п'ятибанний храм із шатровою дзвіницею. Був зруйнований за радянських часів, потім відновлений.
- Входоєрусалимська церква 1680 р. Безстовпний п'ятибанний храм із шатровою дзвіницею.
- Залишки Троїцького монастиря із Троїцьким собором (1695 р., наришкінський стиль).
- Борисоглібський собор 1686–1687 рр. Наришкінський стиль. Дзвіниця XIX ст.
- Спасо-Преображенська церква на Яру 1695 р. Безстовпний п'ятибанний храм із шатровою дзвіницею.
- Покровська церква у Храпово 1686 р. Безстовпний п'ятибанний храм та дзвіниця XIX ст.

Неподалік від Рязані, у селі Солотча, розташований Богородице-Різдвяний Солотчинський монастир, відомий з 1390 р. До нашого часу збережені собор Різдва Богородиці (XVI–XVII ст.), настоятельські покої (XVII ст.) та дві церкви, збудовані Яковом Бухвостовим у стилі наришкінського бароко — трапезна Святого Духа (1688–1689 рр.) та надбрамна Івана Предтечі (1696–1698 рр.).

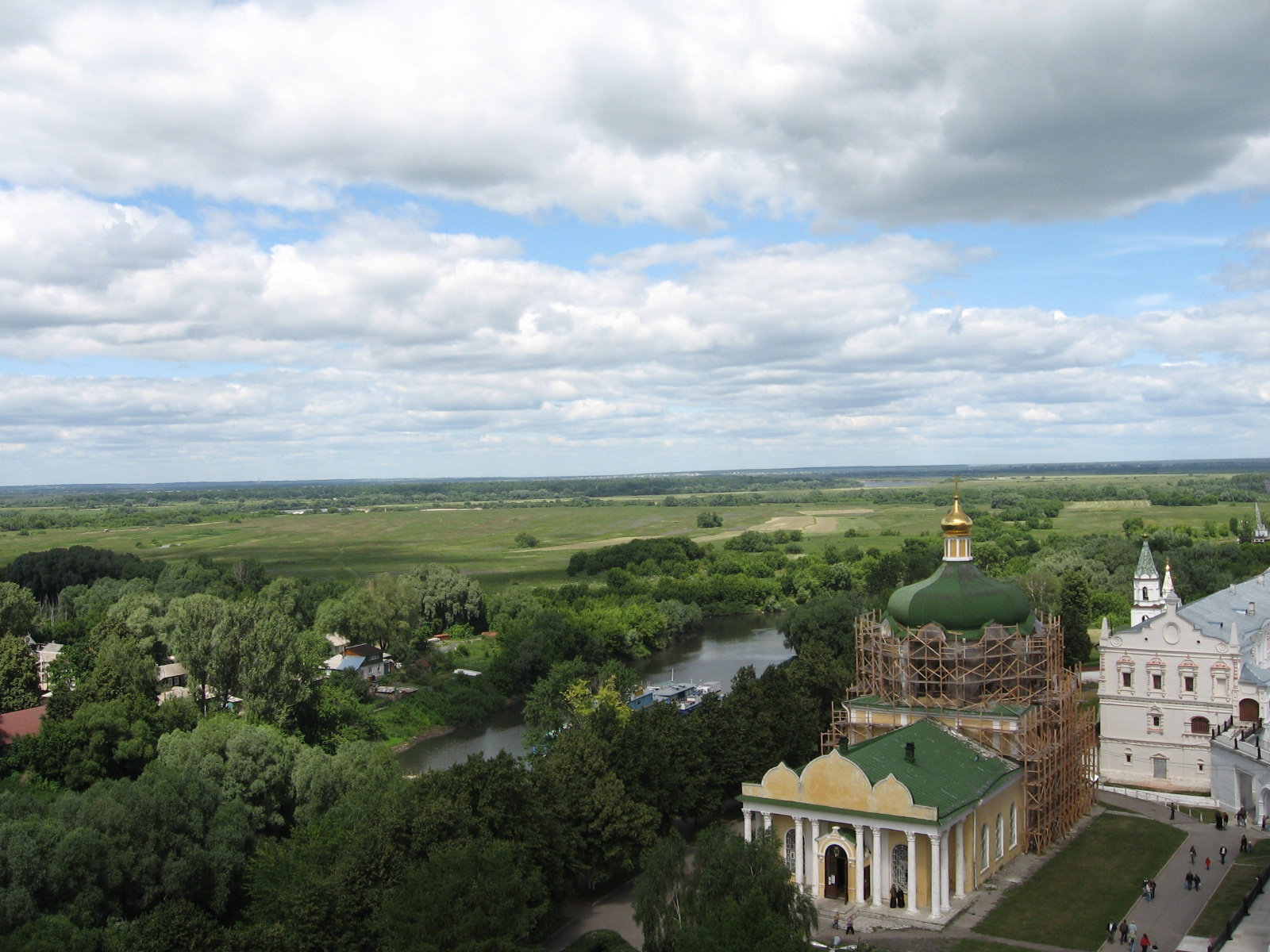
Христоріздвяний собор
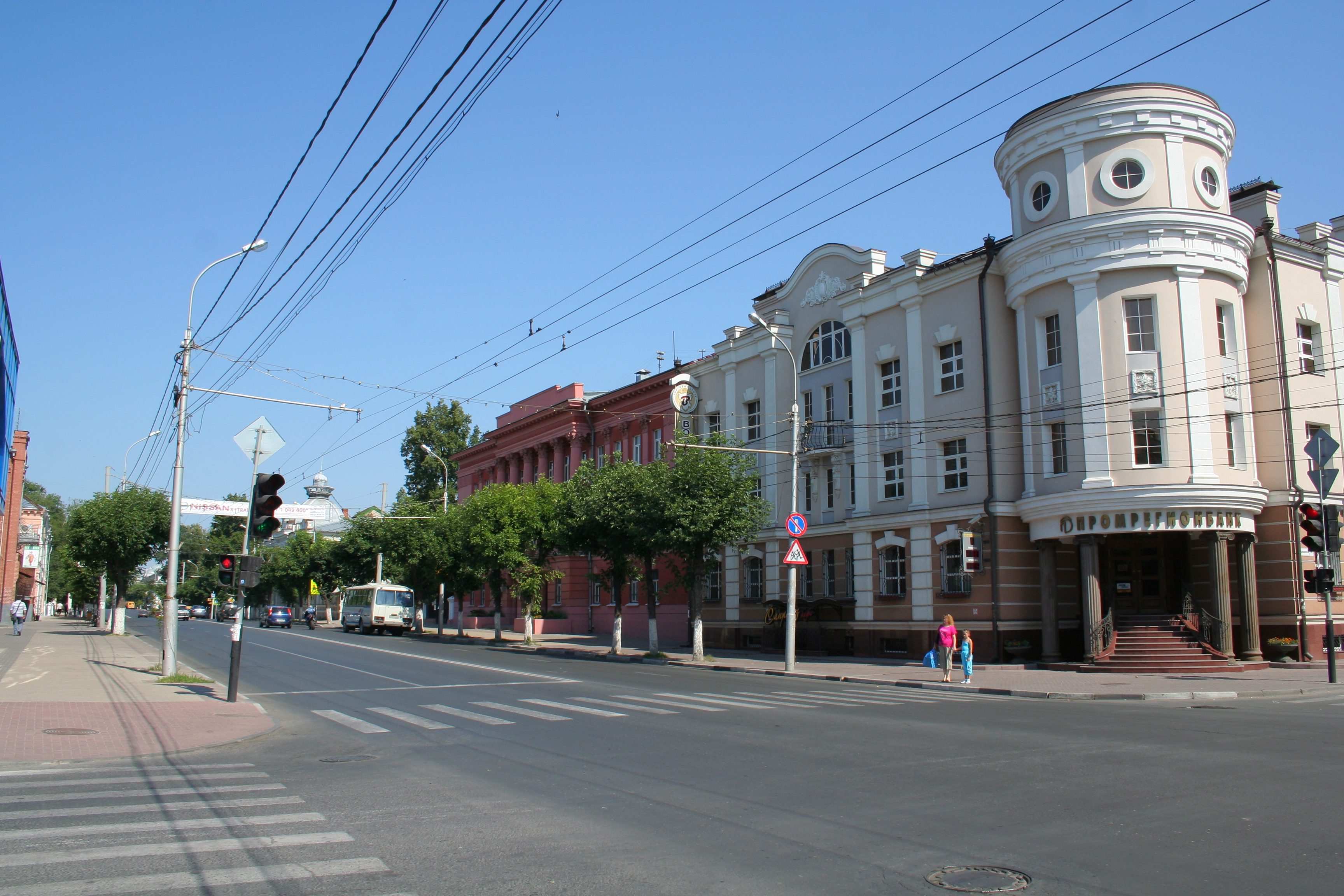
На розі вулиць Леніна і Вознесенської
Борисоглібський собор Рязані. 1686–1687 рр., прибудови — XIX ст.
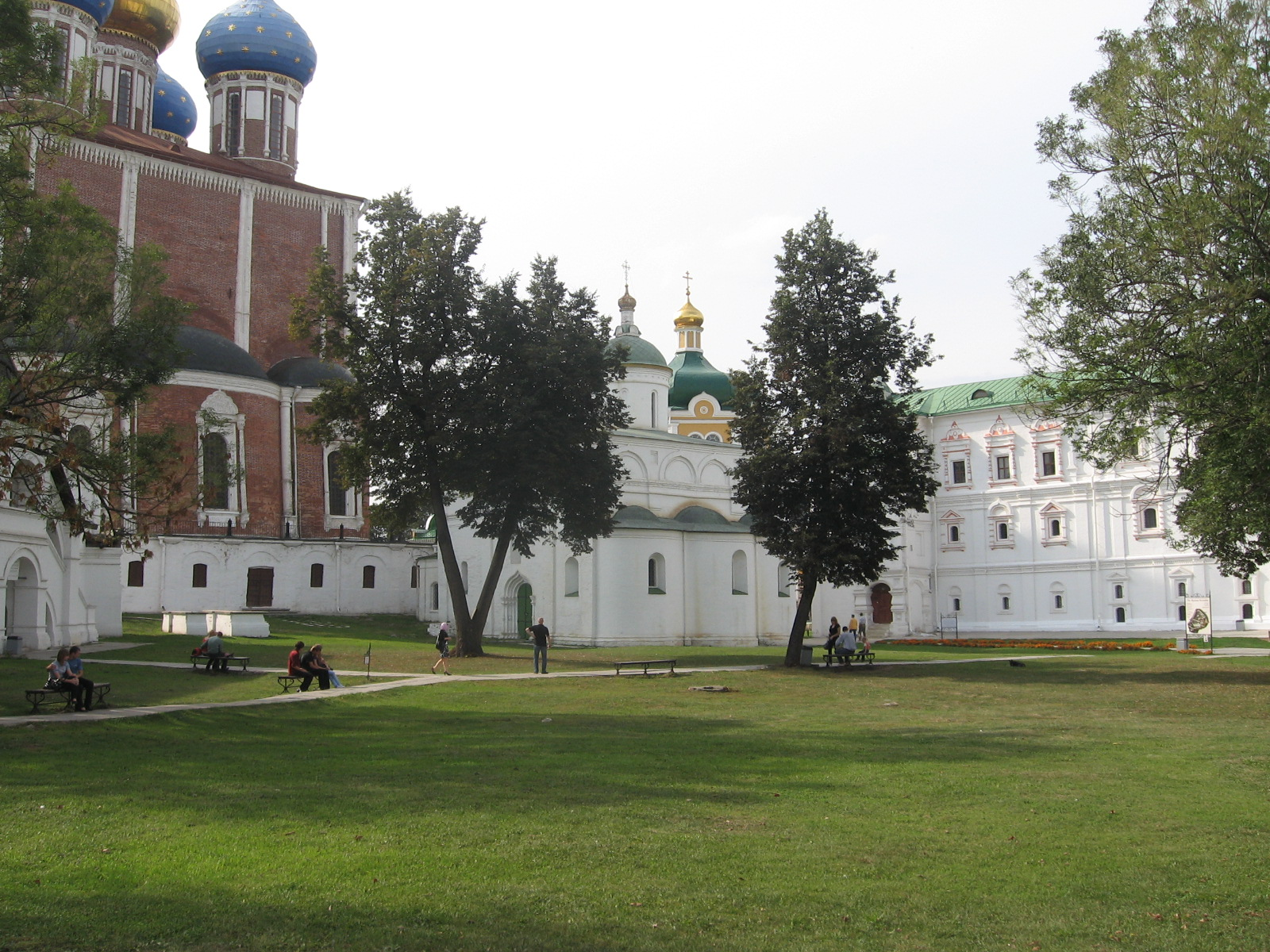
Рязанський кремль. У центрі — Архангельський собор (XVI—XVII ст.)
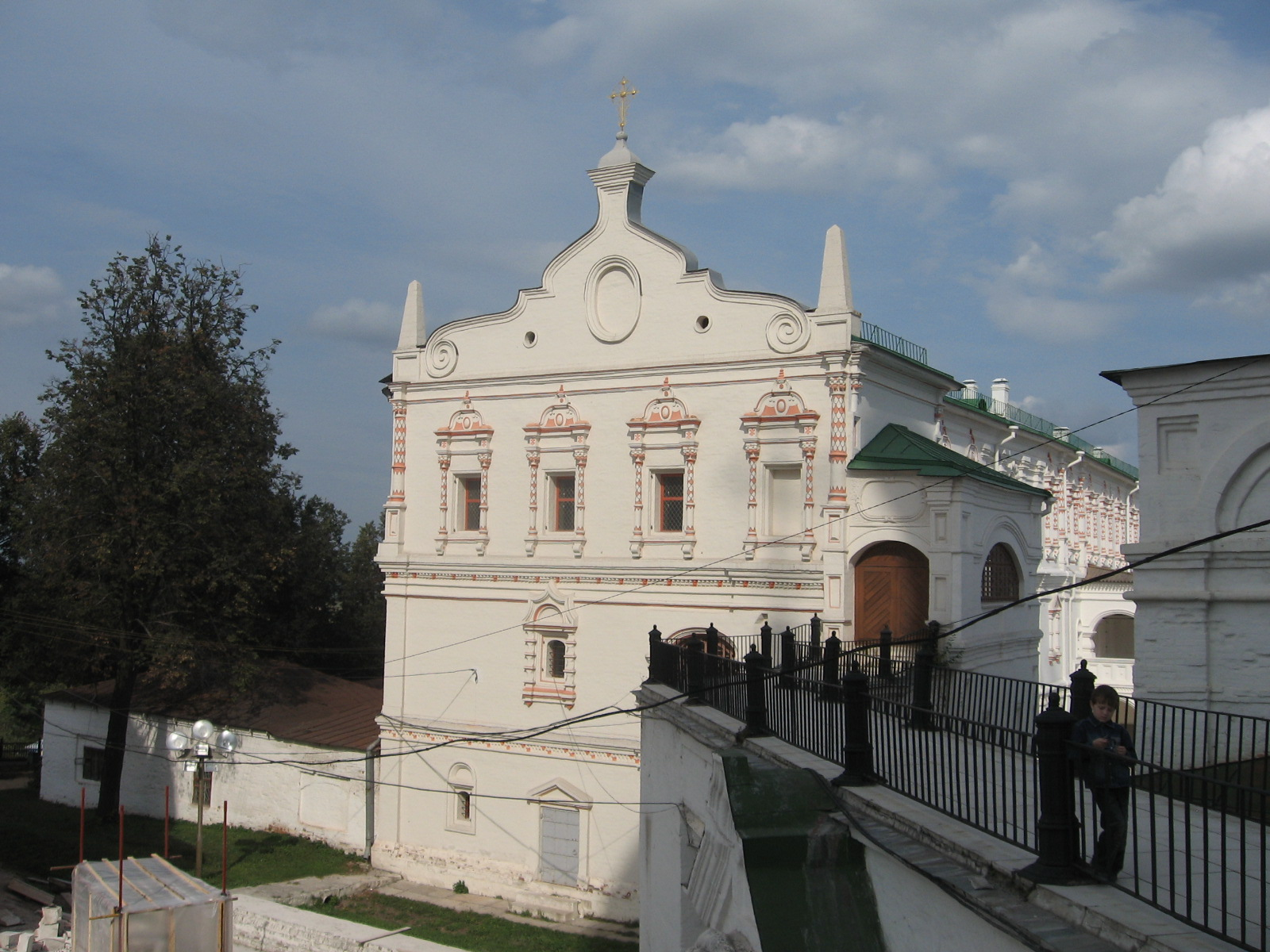
Палати архиєпископів — «палац Олега», XVII ст.
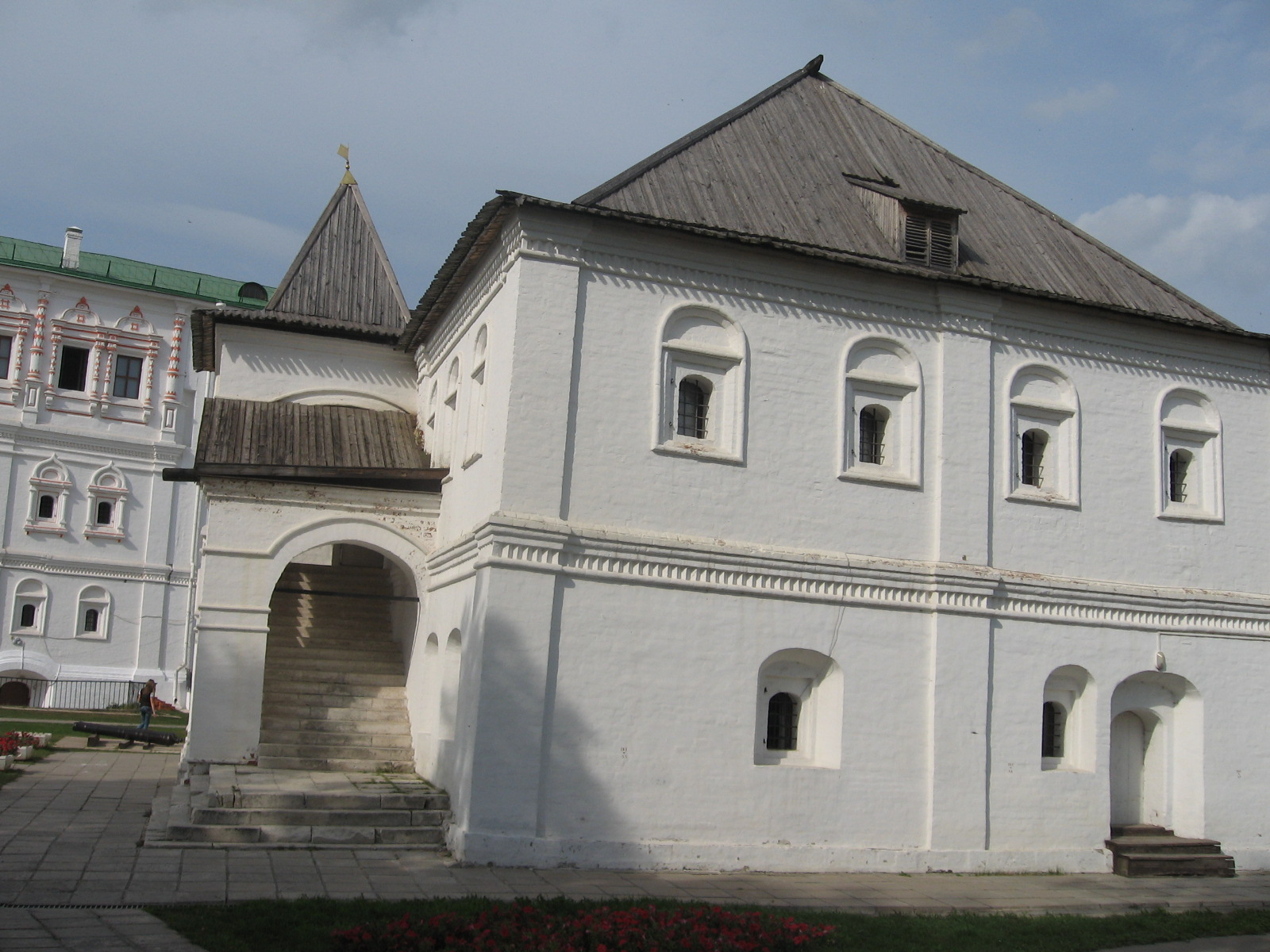
Півчий корпус, XVII ст.
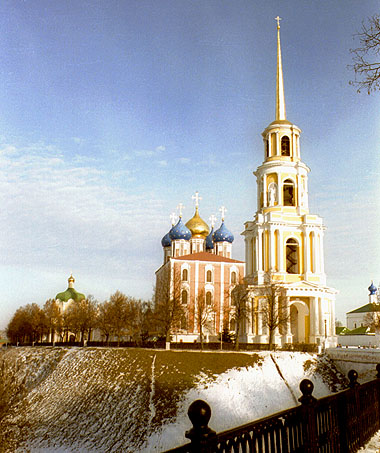
Успенський собор і дзвіниця.
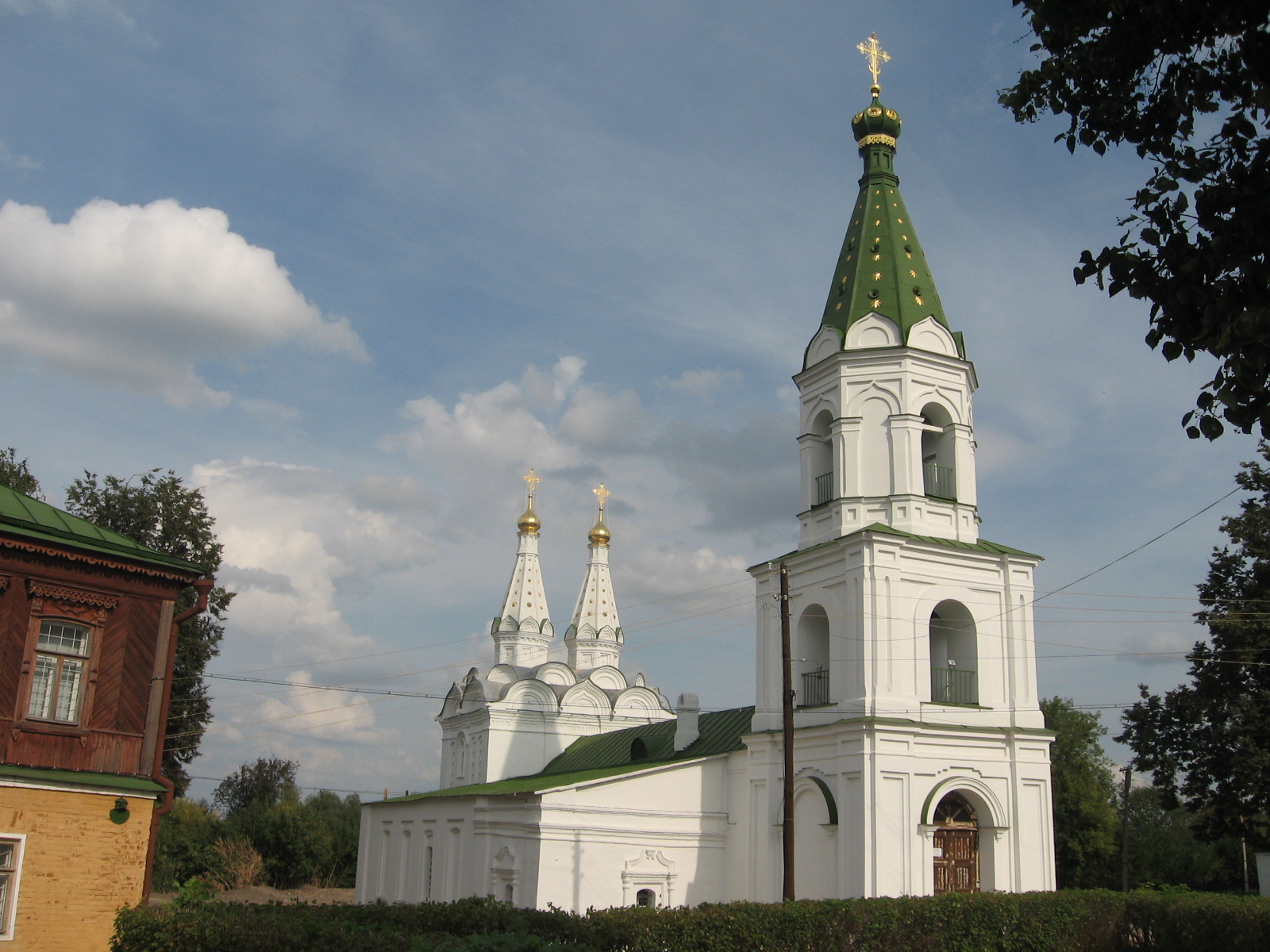
Свято-Духівська церква. XVII - XIX ст.
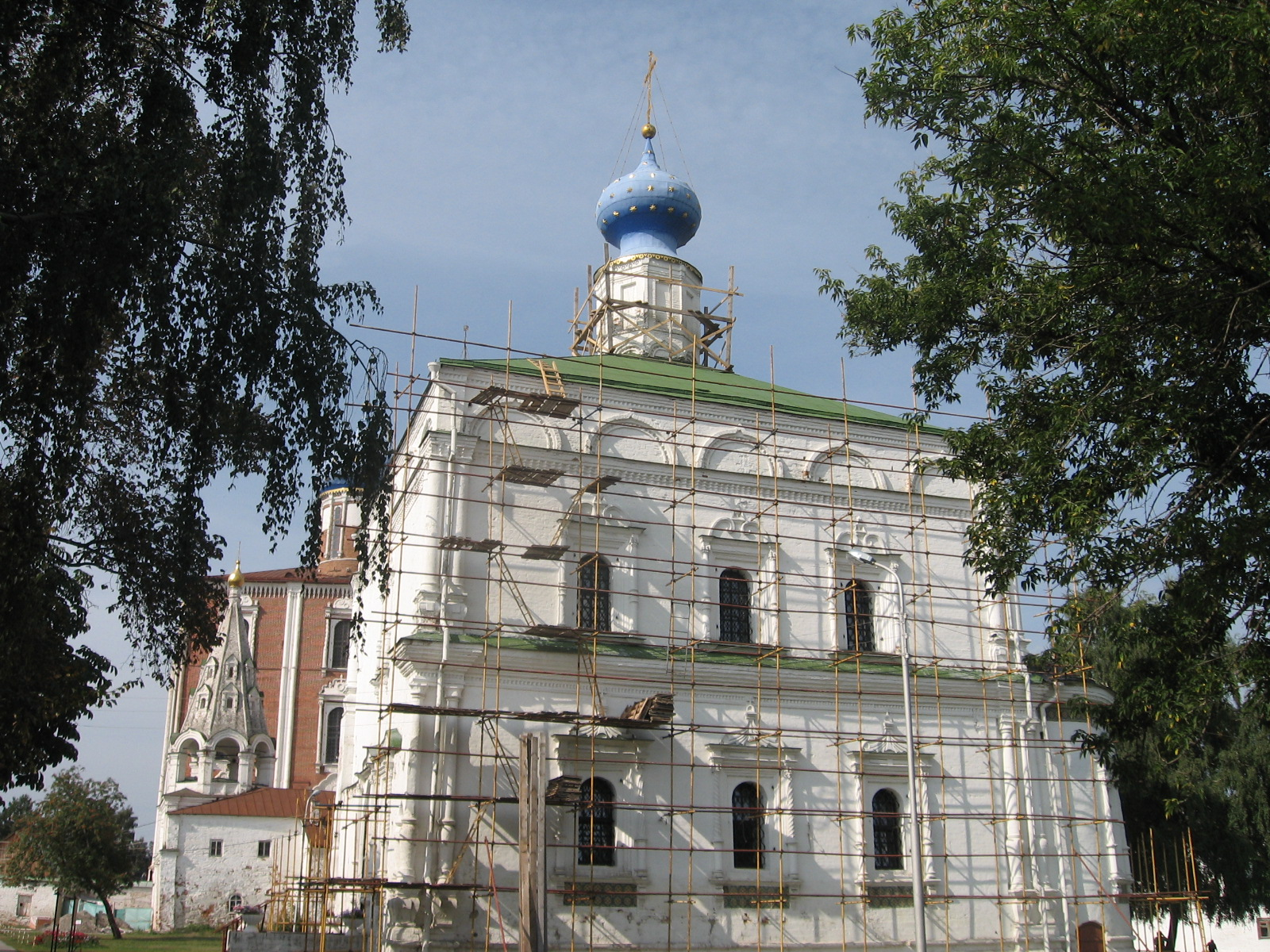
Спасо-Преображенський собор. 1702 р.
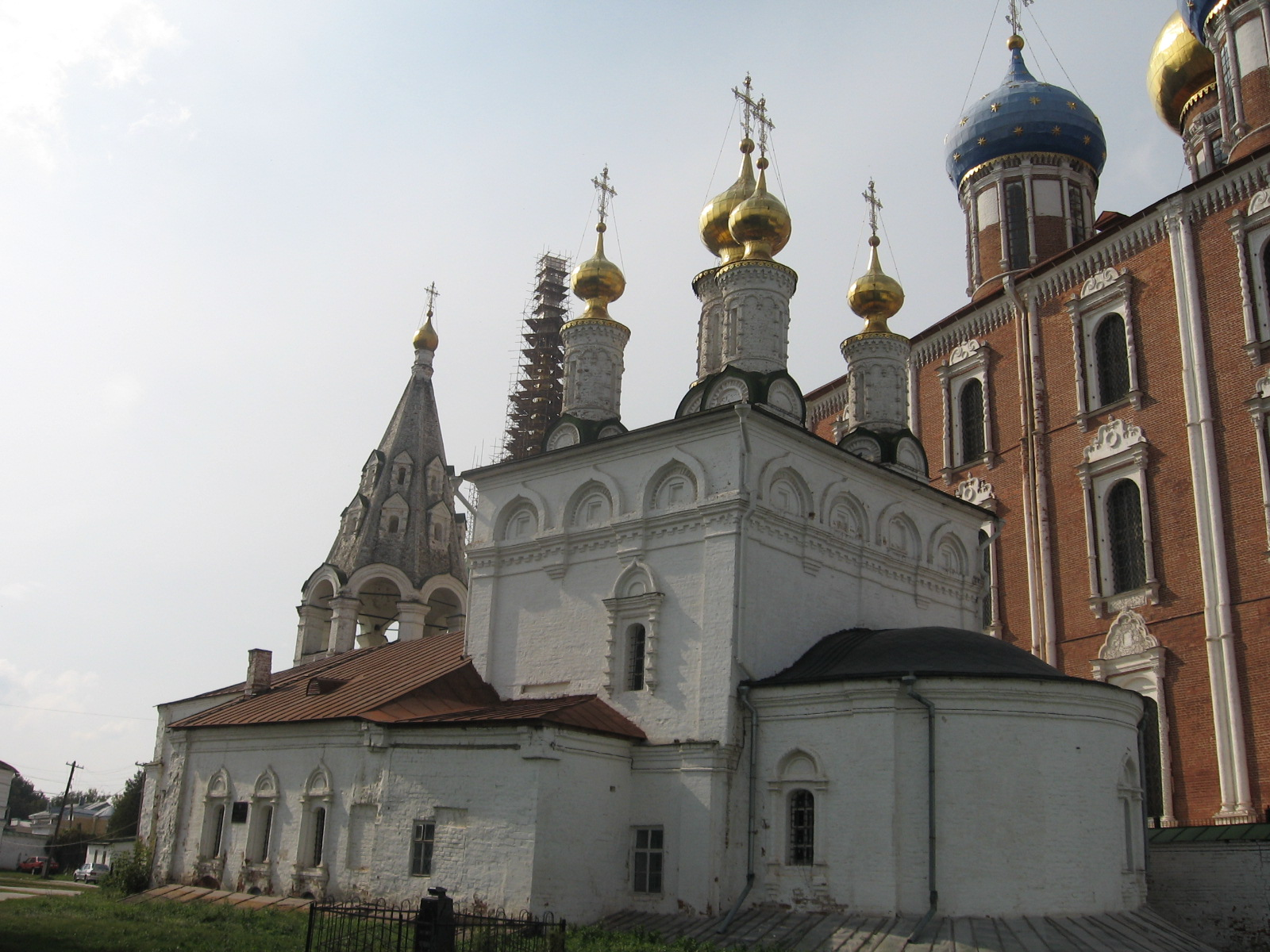
Богоявленська церква. 1647 р.
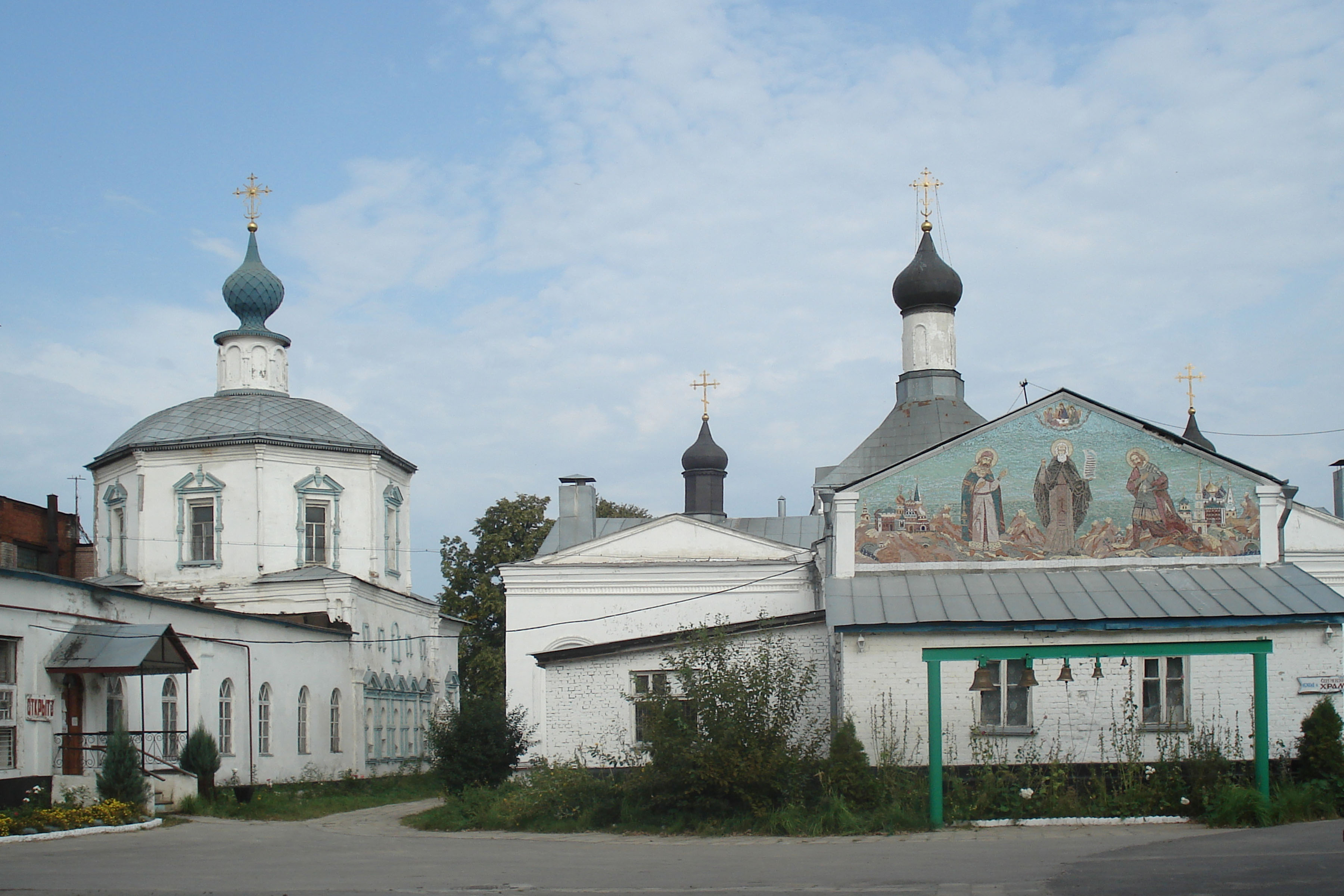
Собор Троїцького монастиря. 1695 р.

На південному заході від Кремля розташовані головні площі міста — Соборна (колишня Радянська) і площа Леніна. За регулярним генеральним планом 1780, здебільшого відповідно до напряму стародавніх вулиць, були проведені головні магістралі: Соборна вулиця (у радянський період — вулиця Революції), що виходить на Соборну площу і орієнтована на Успенський собор Кремля; Московська вулиця (нині Першотравневий проспект) і Астраханська вулиця (нині вулиця Леніна), що перетинає місто з південного сходу на північний захід.
Рязань заповнювалася будівлями у стилі класицизму , зокрема, гімназія (нині сільськогосподарський інститут) у 1808—1815 роках; колишні Дворянські збори (центральна частина&nbspp; наприкінці XVIII - початку XIX століть), лікарня (1816 року); торговельні ряди (перша половина XIX століття).
За радянських часів Рязань була реконструйована та упорядкована. У 1968 році затверджений генеральний план (архітектор Г. М. Слепих і ін.). У 1950—70-х рр. Були збудовані театрально-концертний зал ім. С. Єсеніна (1956, архітектори І. П. Антипов і ін.), поштамт (1962, архітектори А. І. Кушкін, Н. Н. Істомін), вокзал «Рязань-2» (1967, архітектори Ю. М. Болдичев і ін.), цирк (1971, типовий проєкт).
Масове житлове будівництво у нових мікрорайонах у повоєнний час велося на всіх напрямках, за винятком північного, обмеженого Окою. У 1940—60-х роках були забудовані мікрорайони Гороща та Приокський, у 1960—70-і — Московське шосе; у 1980-х основними районами масової забудови стали Каніщево на північному заході та Дашково-Пісочня на сході.
У 1990-ті роки масове житлове будівництво практично не здійснювалося; будувалися переважно так звані «елітні» будинки. Цілий квартал таких будинків був побудований в історичній частині центру міста за будівлею, спроєктованою на Соборній вулиці для обкому КПРС і добудованою на кошти Центрального банку РФ, що розмістив там своє Головне управління у Рязанській області. У першому десятилітті XXI століття будівництво для широких верств населення знову набрало обертів і здійснюється на незайнятих територіях на околицях міста та на «точкових» місцях.
Пам'ятники — І. П. Павлову (1949, архітектор А. А. Дзержкович) і В. І. Леніну (1957, архітектор І. Є. Рожин), обидва — бронза, граніт, скульптор М. Г. Манізер; Ф. А. Полетаєву (1970, скульптор В. Е. Цигаль, архітектор Л. Р. Голубовський).
Поблизу селища Солотча, адміністративно включеного до складу Совєтського округу Рязані — Солотчинський Покровський монастир (заснований 1390 року). За 50 км від Рязані, на правому березі Оки знаходиться городище Стара Рязань — залишки колишньої столиці Рязанського князівства.

## Відомі люди
Рязань прославили поет Сергій Єсенін, перший російський нобелівський лауреат Іван Павлов, Костянтин Ціолковський, Іван Мічурін, Іван Пожалостін, М. Є. Салтиков-Щедрін, Олександр Солженіцин, Костянтин Паустовський.
У місті народилися:
- Абашин Владислав Володимирович (нар. 1979) — російський актор театру й кіно.
- Беліцер Володимир Олександрович (1906–1988) — український біохімік, академік АН УРСР.
- Бєлов Антон Сергійович (нар. 1986) — російський хокеїст, захисник.
- Берві Василь Васильович (1829–1918) — російський соціолог, публіцист, економіст і белетрист.
- Гарін Ераст Павлович (1902–1980) — російський актор театру і кіно, режисер, сценарист, народний артист СРСР.
- Журавльов Василь Миколайович (1904–1987) — російський кінорежисер.
- Лаппа Тетяна Миколаївна (1892–1982) — перша дружина письменника Михайла Булгакова.
- Ловцов Михайло Іванович (1850–1907) — російський архітектор, цивільний інженер і викладач.
- Некрасов Борис Володимирович (1920–1978) — російський письменник.
- Павлов Іван Петрович (1849–1936) — російський фізіолог, творець науки про вищу нервову діяльність і уявлень про процеси регуляції травлення.
- Полонський Яків Петрович (1819–1898) — російський поет і прозаїк.
- Поривкіна Ольга Василівна (1913—1987) — український радянський геоморфолог та ґрунтознавець, кандидат географічних наук.
- Пугачов Семен Андрійович (1889–1943) — радянський військовий діяч, комкор.
- Фатюшин Олександр Костянтинович (1951–2003) — російський актор.
- Холопов Юрій Миколайович (1932–2003) — російський музикант-теоретик, музикознавець, професор Московської консерваторії.
- Ценін Сергій Сергійович (1884–1964) — російський актор, кінорежисер, сценарист.
- Черепнін Лев Володимирович (1905–1977) — радянський історик.

## Міста-побратими
- Болгарія — Ловеч (від 1964);
- Німеччина — Мюнстер (від 1989);
- Франція — Брессюїр (від 1997);
- КНР — Сюйчжоу (від 1998);
- Італія — Алессандрія (від 2006);
- Польща — Острув-Мазовецька (від 2008);
- невизнана республіка Абхазія — Новий Афон (від 2008)[29].

Також Рязань здійснює співробітництво з містами:
- Сербія — Крушевац (від 2000);
- Хорватія — Оміш.
- Білорусь — Берестя

## Виноски
1. ↑  Рязанская энциклопедия, том 2 с.331
2. ↑  Рязань на www.calend.ru
3. ↑  На должность главы администрации города Рязани избран Виталий Артемов. Архів оригіналу за 1 вересня 2012. Процитовано 18 грудня 2010.
4. ↑  https://rosstat.gov.ru/storage/mediabank/Сhisl_MO_01-01-2024.xlsx
5. ↑  Баранцев, Євгеній (16 жовтня 2014). «Рязань» означает «русский»? [«Рязань» значить «російський»?]. Комсомольская правда (рос.). Множество гипотез (а их насчитывается более тридцати) можно свести к двум версиям — славянской и финно-угорской, — отмечала в своих трудах доктор филологических наук, уроженка Рязанской области Галина Смолицкая. — Из славянских гипотез наиболее убедительной выглядит именно версия «топкого места», а вот из финских версий одной из наиболее распространенных считается соотнесение Рязани с названием древней народности Эрзя и столичным городом Эрзянь.
6. ↑  Білінський В. Країна Моксель, або Московія: Роман-дослідження. — 2-ге видання, виправлене. — К. : Видавництво імені Олени Теліги, 2010. — С. 121. — ISBN 978-966-355-045-9.
7. ↑  Статистическое изображение городов и посадов Российской империи по 1825 год. Сост. из офиц. сведений по руководством директора Департамента полиции исполнительной Штера. Спб., 1829.
8. ↑  Обозрение состояния городов российской империи в 1833 году / Изд. при министерстве внутренних дел. — Спб., 1834.
9. ↑  Статистические таблицы о состоянии городов Российской империи. Сост. в Стат. отд. Совета МВД. — Спб., 1840.
10. ↑  Статистические таблицы о состоянии городов Российской империи [по 1 мая 1847 года]. Сост. в Стат. отд. Совета МВД. Спб., 1852.
11. ↑  Статистические таблицы Российской империи, составленные и изданные по распоряжению министра внутренних дел Стат. отделом Центрального статистического комитета. [Вып. 1]. За 1856-й год. Спб., 1858.
12. ↑  Статистический временник Российской империи. Серия 1. Вып. 1. Спб., 1866.
13. ↑  Статистический временник Российской империи. Серия 2. Вып. 1. — Спб., 1871, с. 181.
14. ↑  Статистический временник Российской империи. Серия 2. Вып. 10. Спб., 1875, с. 99.
15. ↑  Статистика Российской империи. 1: Сборник сведений по России за 1884—1885 гг. Спб., 1887, с. 22.
16. ↑  Первая всеобщая перепись населения Российской Империи 1897 г.
17. 1 2 3  Города Союза ССР / НКВД РСФСР, Стат. отдел — М., 1927, с. 40—41.
18. ↑  Всесоюзная перепись населения 1926 года = Recensement de la population de L'U.R.S.S. 1926 / Центральное статистическое управление СССР; Отд. переписи. Т.2. Западный район. Центрально-Промышленный район: народность, родной язык, возраст, грамотность. — М.: Изд. ЦСУ СССР, 1928.
19. ↑  Всесоюзная перепись населения 1937 года: Общие итоги. Сборник документов и материалов. — М.: РОССПЭН, 2007, с. 70.
20. ↑  Итоги Всесоюзной переписи населения 1959 года. РСФСР. — М., 1963.
21. ↑  Перепись населения СССР 1959 года. Архів оригіналу за 22 серпня 2011. Процитовано 18 грудня 2010.
22. ↑  Перепись населения СССР 1970 года. Архів оригіналу за 10 січня 2012. Процитовано 18 грудня 2010.
23. ↑  Перепись населения СССР 1979 года. Архів оригіналу за 10 січня 2012. Процитовано 18 грудня 2010.
24. ↑  Всесоюзная перепись населения 1989 г. Численность городского населения РСФСР, ее территориальных единиц, городских поселений и городских районов по полу
25. ↑  Численность населения России, федеральных округов, субъектов Российской Федерации, районов, городских поселений, сельских населенных пунктов — райцентров и сельских населенных пунктов с населением 3 тысячи и более человек. Архів оригіналу за 7 лютого 2012. Процитовано 18 грудня 2010.
26. ↑  Численность постоянного населения Российской Федерации по городам, поселкам городского типа и районам на 1 января 2013 г.
27. ↑  Нова рада, 1917, № 44.
28. ↑  Peel, M. C.; Finlayson, B. L.; McMahon, T. A. (2007). Updated world map of the Köppen–Geiger climate classification (PDF). Hydrol. Earth Syst. Sci. 11: 1633—1644. doi:10.5194/hess-11-1633-2007. ISSN 1027-5606.{{cite journal}}:  Обслуговування CS1: Сторінки із непозначеним DOI з безкоштовним доступом (посилання)
29. ↑  У Рязани появился ещё один город-побратим — Новый Афон[недоступне посилання]